# Багутский, Андрей Александрович
Андрей Александрович Багутский (24 сентября 1982 — 6 апреля 2016, Москва) — российский волейболист. Выступал на позиции доигровщика.

## Биография
Родился 24 сентября 1982 года в Омске. С детства занимался волейболом.
Окончил Сургутский государственный университет. Был игроком молодёжной сборной России. Выступал за «Газпром-Югру» (ЗСК-«Газпром», 2001—2002, 2004—2008, 2009), «Югорию» Сургута (2002—2003), «Университет» из Барнаула (2003/04), «Динамо-Янтарь» (2008/09), «Тюмень» (2009—2013), «Динамо-ЛО» (2011—2012; аренда), «Локомотив-Изумруд» (2012—2013; аренда). Последним клубом Багутского стала калужская команда Высшей лиги «Б» «Ока», цвета которой Андрей защищал с 2013 года. По ходу сезона 2015 года спортсмен расторг контракт с калужанами.
Ушёл из жизни 6 апреля 2016 года в Москве. У Багутского оторвался тромб. У него остались супруга Нина и маленький сын.